# Neuhaus (Weidenberg)
Neuhaus (ⓘ) ist ein Wohnplatz des Marktes Weidenberg im oberfränkischen Landkreis Bayreuth.

## Lage
Die Einöde steht weniger als zwei Kilometer nordöstlich des Taldorfes Sophienthal auf dem bewaldeten Bergrücken des Fichtelgebirges zwischen den Tälern der Warmen Steinach im Westen und ihres Zuflusses Steinbach im Osten, auf dessen Sporn weiter südlich der Burgstall Schlosshügel liegt. 
Neuhaus steht in einer kleinen Rodungsinsel inmitten des Sophienthaler Forstes und ist nur über Wirtschaftswege erreichbar. Beim einzigen Gebäude des Ortes liegen ein kleiner Teich und eine Quelle, deren Wasser ostwärts zum Steinbach abfließt.

## Geschichte
Neuhaus bildete mit Sonnengrün eine Realgemeinde. Gegen Ende des 18. Jahrhunderts bestand Neuhaus aus 5 Anwesen (2 Güter, 3 Gütlein). Die Hochgerichtsbarkeit stand dem bayreuthischen Stadtvogteiamt Bayreuth zu. Die Dorf- und Gemeindeherrschaft sowie die Grundherrschaft über sämtliche Anwesen hatte das Amt Weidenberg.
Von 1797 bis 1810 unterstand der Ort dem Justiz- und Kammeramt Neustadt am Kulm. Mit dem Gemeindeedikt wurde Neuhaus dem 1812 gebildeten Steuerdistrikt Warmensteinach zugewiesen. Zugleich entstand die Ruralgemeinde Neuhaus, zu der Sonnengrün gehörte. Sie war in Verwaltung und Gerichtsbarkeit dem Landgericht Weidenberg zugeordnet und in der Finanzverwaltung dem Rentamt Bayreuth. Mit dem Gemeindeedikt von 1818 erfolgte die Eingemeindung nach Sophienthal. Am 1. Januar 1975 wurde Neuhaus im Zuge der Gebietsreform in Bayern in die Gemeinde Weidenberg eingegliedert.

### Einwohnerentwicklung
| Jahr      | 001818 | 001861 | 001871 | 001885 | 001900 | 001925 | 001950 | 001961 |
| Einwohner | 44 *   | 41 *   | 29     | 41     | 7      | 3      | 7      | 0      |
| Häuser    | 6 *    |        |        | 5      | 3      | 1      | 1      | 1      |
| Quelle    | [ 3 ]  | [ 5 ]  | [ 6 ]  | [ 7 ]  | [ 8 ]  | [ 9 ]  | [ 10 ] | [ 11 ] |

## Religion
Neuhaus ist evangelisch-lutherisch geprägt und nach St. Michael (Weidenberg) gepfarrt.